# Maleza (álbum)
Maleza es el primer álbum como solista de la cantante y compositora chilena Denisse Malebrán, el cual fue producido y publicado el año 2007. Este álbum le mereció a la cantante un Premio Altazor el año 2008.
Maleza cuenta con la colaboración de:
- Alfred Newman en el tema "Cruel" (Bossa nova).
- Michel Maluje (La Rue Morgue) en el tema "Tregua".
- Sección de vientos de Difuntos Correa en el tema "Desvío".

## Videografía
El primer videoclip de Denisse Malebrán en su carrera como solista corresponde a su primer sencillo, A veces tú, en el que comparte escenario con su hija mayor Marisol. El video fue dirigido por Jorge Olguín y producido por Mariana Bruce.
Agradecimientos a: 
- Parque Mallinco de Santiago como localización del video.
- Estudio Chilefilms.

Su segundo clip y sencillo del disco Maleza es A viajar!, el cual fue dirigido por Pascal Krumm y cuenta con la participación de varias personas significativas en la vida de Denisse.

## Lista de canciones
Todas las canciones escritas y compuestas por Denisse Malebrán, excepto donde se indique.. 
| N.º   | Título         | Escritor(es)                               | Duración |  |
| 1.    | «A Viajar!»    |                                            | 3:16     |  |
| 2.    | «Partir»       |                                            | 3:52     |  |
| 3.    | «Trópico»      |                                            | 2:57     |  |
| 4.    | «Calma»        |                                            | 3:36     |  |
| 5.    | «Puente»       |                                            | 4:14     |  |
| 6.    | «Sábado»       |                                            | 3:53     |  |
| 7.    | «A veces tú»   | Denisse Malebrán y Bushi (Daniel Guerrero) | 3:30     |  |
| 8.    | «No entienden» |                                            | 3:45     |  |
| 9.    | «Desvío»       |                                            | 2:37     |  |
| 10.   | «Cruel»        |                                            | 4:45     |  |
| 11.   | «Maleza»       |                                            | 3:24     |  |
| 12.   | «Tregua»       |                                            | 4:07     |  |
| 44:02 |                |                                            |          |  |

## Sencillos
- A veces tú (2007)
- A viajar! (2008)
- Sábado (2008)